# Fatal Run
Fatal Run ("Corrida fatal") é um jogo eletrônico de corrida originalmente para Atari 2600 em 1989 e para Atari 7800 no ano seguinte.

## Sinopse
No ano de 2089, um cometa colidiu com o planeta Terra causando uma radiação no ambiente. Existe pouca esperança para a humanidade sobreviver. E assim, o protagonista do jogo (o motorista do carro vermelho) parte para ajudar a humanidade.

## Jogabilidade
No jogo, um jogador precisa encontrar um foguete prestes lançar um satélite que pode anular os efeitos da radiação que deixou a humanidade arrasada. Com o foguete que deve lançar um satélite anulador, o personagem principal poderá salvar a humanidade.
O jogo possui 32 níveis para liberar o satélite. Ao longo do caminho, o jogador deve livrar a radiação das cidades principais, enquanto coleta peças do código de lançamento. Ao completar o código, o satélite será lançado.
O jogador pode mover em duas direções (esquerda e direita), para desviar dos obstáculos. O jogo começa com o personagem carregando uma metralhadora, porém, armas mais poderosas podem ser compradas. As lojas do jogo servem de melhorias para o carro.